# 亞西尼夫卡
亞西尼夫卡（烏克蘭語：Ясинівка），是烏克蘭東部頓涅茨克州顿涅茨克区马基伊夫卡市镇内的市級鎮。始建於1690年，海拔高度174米，該市級鎮設有圖書館，2011年人口3,718。